# حلزون‌ماهی زیرمغاکی

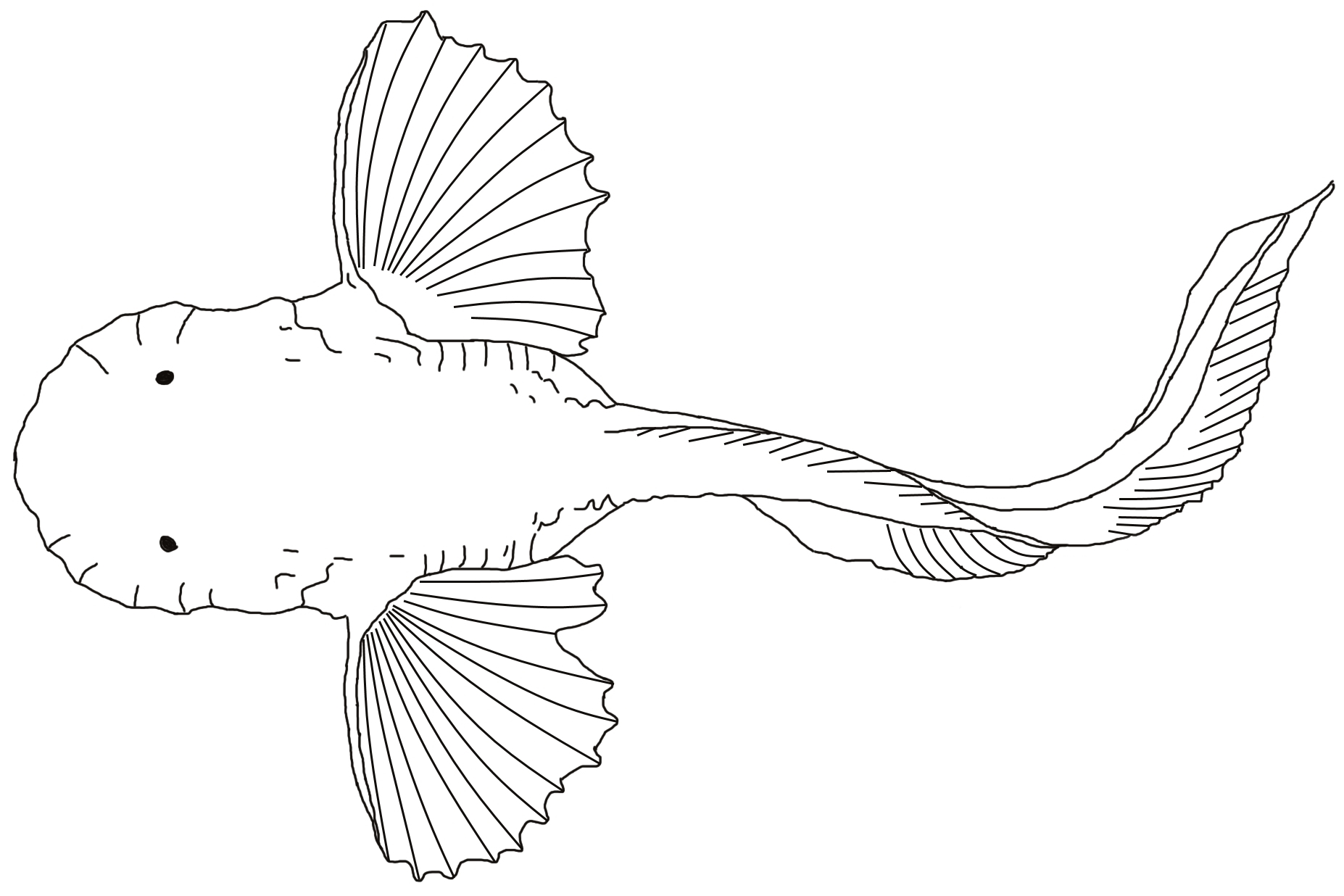

حلزون‌ماهی زیرمغاکی (نام علمی: Pseudoliparis amblystomopsis) نام یک گونه از تیره حلزون‌ماهی است.